# (30787) 1988 RC
1988 أر سي (ويعرف أيضًا باسم (30787) 1988 أر سي وفق تسمية الكوكب الصغير) (بالإنجليزية: 1988 RC)‏ هو كويكب ضمن حزام الكويكبات؛ وترتيبه 30787 من حيث الاكتشاف.
اكتُشف هذا الجُرم الفلكي بواسطة Poul Jensen (astronomer) ‏ في 7 سبتمبر 1988.

## وصلات خارجية
- (30787) 1988 RC في قاعدة بيانات مختبر الدفع النفاث لأجرام النظام الشمسي الصغيرة

- الاكتشاف · مخطط المدار ·  العناصر المدارية · المعلمات المادية

- (30787) 1988 RC على موقع ويكي سكاي: DSS2, SDSS, GALEX, IRAS, Hydrogen α, X-Ray, Astrophoto, Sky Map, Articles and images